# モーリッツ・フォン・ヘッセン
モーリッツ・ラントグラーフ・フォン・ヘッセン（ドイツ語: Moritz Landgraf von Hessen, 1926年8月6日 - 2013年5月23日）は、ヘッセン家の当主。イタリア語名はマウリツィオ・ダッシア (Maurizio d'Assia)。

## 生涯

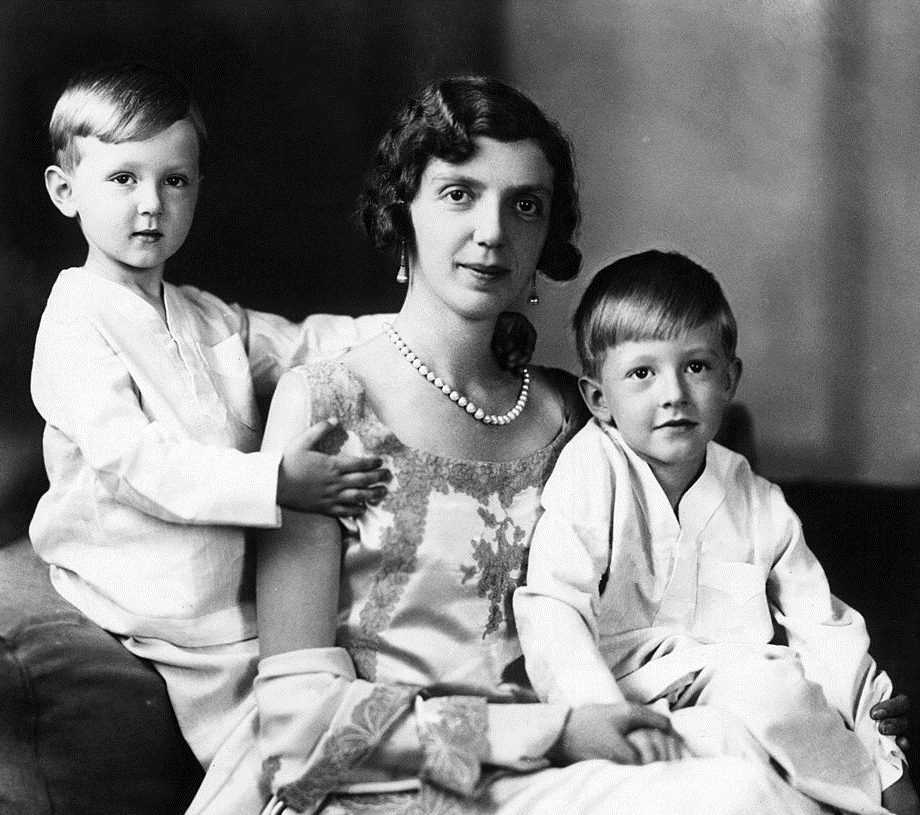
母マファルダとモーリッツ、弟のハインリヒ（1930年代）

1926年、フィリップ・フォン・ヘッセンの長男としてイタリアのラッコニージ城に生まれた。第二次世界大戦中、父フィリップはゲシュタポに逮捕され、母マファルダはブーヘンヴァルト強制収容所へ拘留・収監され、まもなく死亡した。
後継者のいなかったヘッセン＝ダルムシュタット家の当主ルートヴィヒとの養子縁組に基づき、1961年にヘッセン・ウント・バイ・ライン大公の爵位請求権を相続した。
ザイン＝ヴィトゲンシュタイン侯家家長グスタフ・アルブレヒトの次女タティアナと結婚した。結婚式は1964年夏、ギーセンにおいて執り行われたが、1974年に離婚した。1980年10月25日、父フィリップの死に伴いヘッセン＝カッセル方伯家の当主となり、合わせて両ヘッセン家の当主となった。
2005年9月に放送された日本のテレビ番組「開運!なんでも鑑定団」において、鑑定士中島誠之助・阿藤芳樹、タレント住田隆がモーリッツの屋敷を訪れ、所有している骨董品を鑑定するという企画が行われた。このうち初期柿右衛門様式の壺には5億円という番組史上最高額（放送当時）の鑑定額が付けられた。

## 子女
タティアナ・ツー・ザイン＝ヴィトゲンシュタイン＝ベルレブルクとの間に2男2女を儲けた。
- マファルダ・マルガレーテ（1965年7月6日 - ） - 1989年、エンリコ・マローネ・チンザノ（英語版）と結婚。子はなし。1991年にカルロ・ガルドと再婚し、2女を儲けた。2000年にフェルディナンド・ブラチェッティ・ペレッティ（英語版）と再々婚し、2男を儲けた。
- ハインリヒ・ドナトゥス・フィリップ・ウンベルト（1966年10月17日 - ） - 2003年にフローリア・フォン・ファーバー＝カステルと結婚。
- エレーナ・エリーザベト・マデレーネ（1967年11月8日 - ） - マッシモ・チァッゾ（1976年 - ）との間に、一人娘のマデレーネ（1999年 - ）を儲けた。
- フィリップ・ロビン（スウェーデン語版）（1970年9月17日 - ） - レテッシア・ベヒトルフと結婚し、エレナ（2006年 - ）、ティト（2008年 - ）とマファルダ（2014年 - ）を儲けた。叔父ハインリヒ（英語版）からフィンランド王国の王位請求権を相続。